# Bedum
Bedum (anhörenⓘ) war eine Gemeinde in der Provinz Groningen in den Niederlanden. Sie war ca. 45 km² groß und hatte 10.469 Einwohner (Stand 30. September 2018). Davon lebten etwa 9000 im Hauptort Bedum, 1200 in Zuidwolde, 700 in Onderdendam und 350 in Noordwolde. Die Gemeinde fusionierte zum 1. Januar 2019 mit De Marne, Winsum sowie Eemsmond. Der Name der neuen Gemeinde lautet Het Hogeland.

## Lage und Wirtschaft
Die Gemeinde liegt nur etwa 10 Kilometer nördlich der Provinzhauptstadt Groningen und etwa 35 Kilometer westlich der deutschen Grenze. In den 1970er Jahren annektierte die Gemeinde Groningen einige Quadratkilometer auf Kosten Bedums. Dort baute Groningen das Viertel Beijum.
In der Gemeinde wird von alters her Weißkohl für Sauerkraut angebaut. Dieses Gewächs heißt in der regionalen Mundart: „Boeskool“. Deshalb wurde in Zuidwolde ein Standbild eines  Weißkohlbauern („boeskoolboer“) errichtet.
Bedum hat einen Kleinbahnhof an der Eisenbahnstrecke Groningen – Delfzijl.

## Politik

### Fusion
Bedum wurde zum 1. Januar 2019 mit De Marne, Winsum und Eemsmond zur neuen Gemeinde Het Hogeland zusammengeschlossen.

### Sitzverteilung im Gemeinderat
Der Gemeinderat wird seit 2002 folgendermaßen gebildet:
| Partei                 | Sitze | Sitze | Sitze | Sitze |
| Partei                 | 2002  | 2006  | 2010  | 2014  |
| ---------------------- | ----- | ----- | ----- | ----- |
| Gemeentebelangen Bedum | 4     | 3     | 6     | 4     |
| CDA                    | 4     | 4     | 3     | 4     |
| PvdA                   | 3     | 4     | 3     | 3     |
| ChristenUnie           | 2     | 3     | 2     | 3     |
| VVD                    | 2     | 1     | 1     | 1     |
| Gesamt                 | 15    | 15    | 15    | 15    |

Aufgrund der Fusion zum 1. Januar 2019 fanden die Wahlen für den Rat der neuen Gemeinde Het Hogeland am 21. November 2018 statt.

### Bürgermeister
Vom 1. Februar 2017 bis zum Zeitpunkt der Auflösung war Erica van Lente (PvdA) kommissarische Bürgermeisterin der Gemeinde. Zu ihrem Kollegium zählen die Beigeordneten Menne van Dijk (ChristenUnie), Jan-Willem van de Kolk (PvdA), Johannes de Vries (CDA) sowie der Gemeindesekretär Richard Wiltjer.

## Bilder

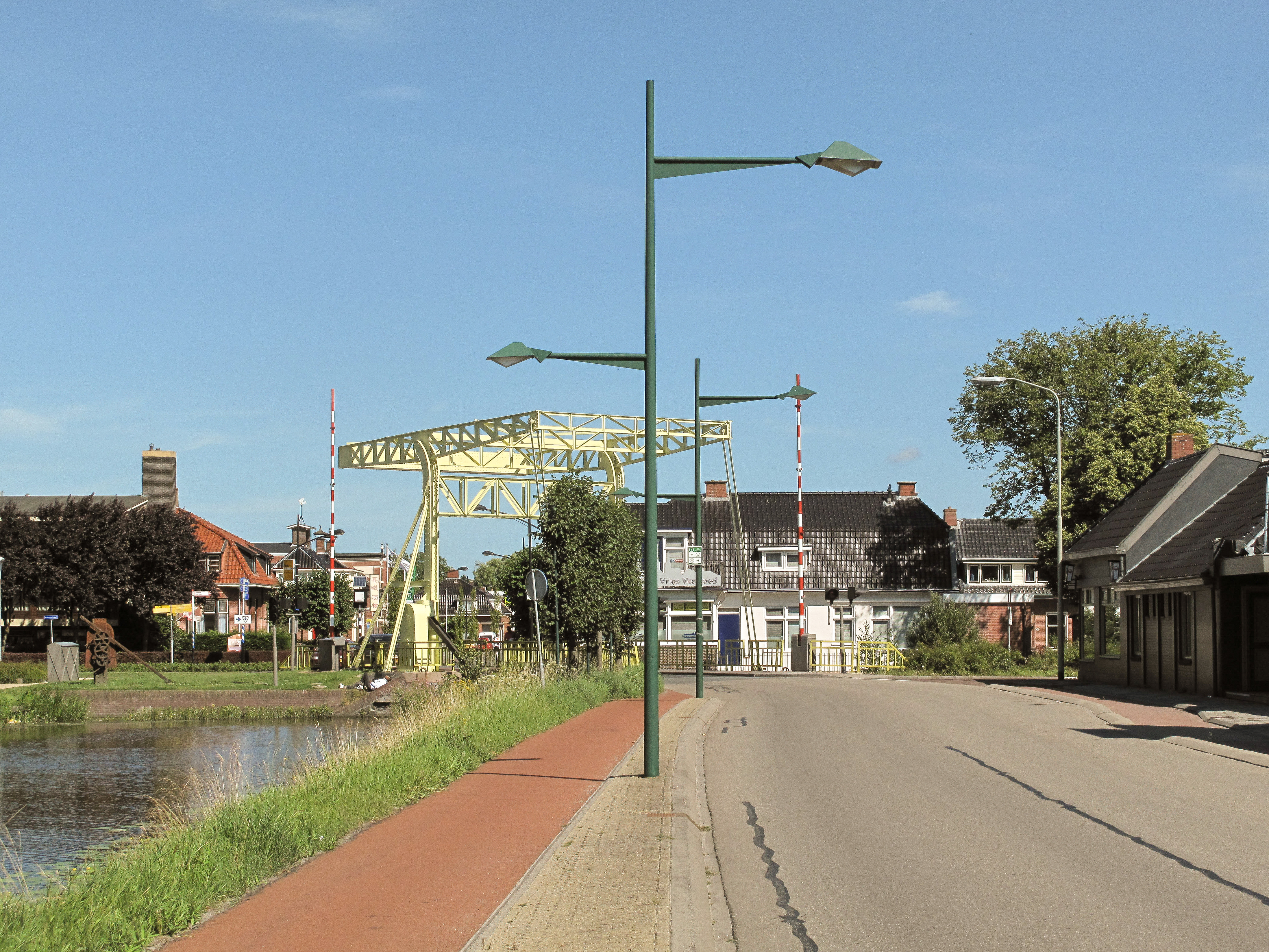
Bedum, Blick auf die Brücke (de Gele Klap)
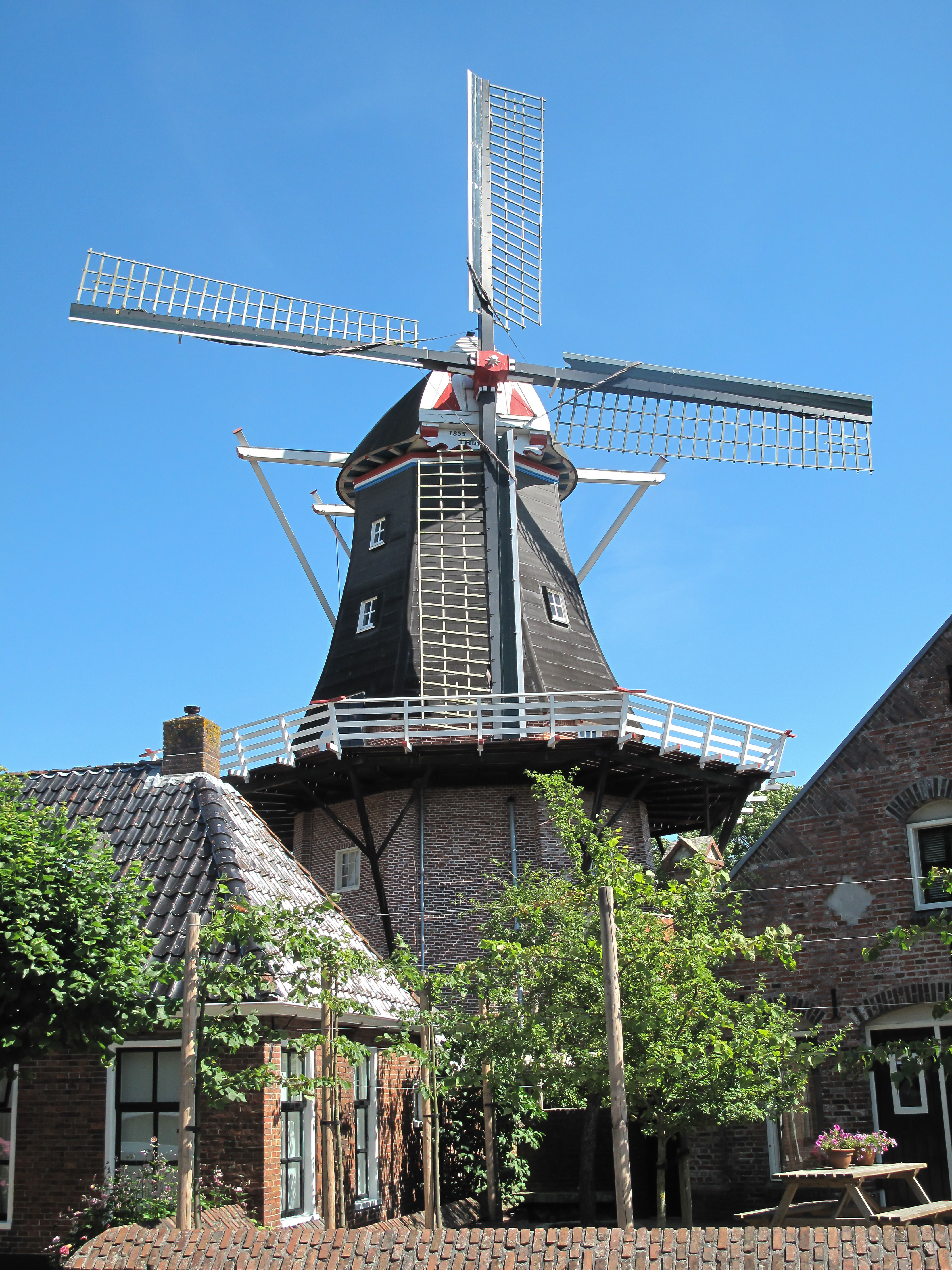
Onderdendam, mühle: de molen van Haitsma
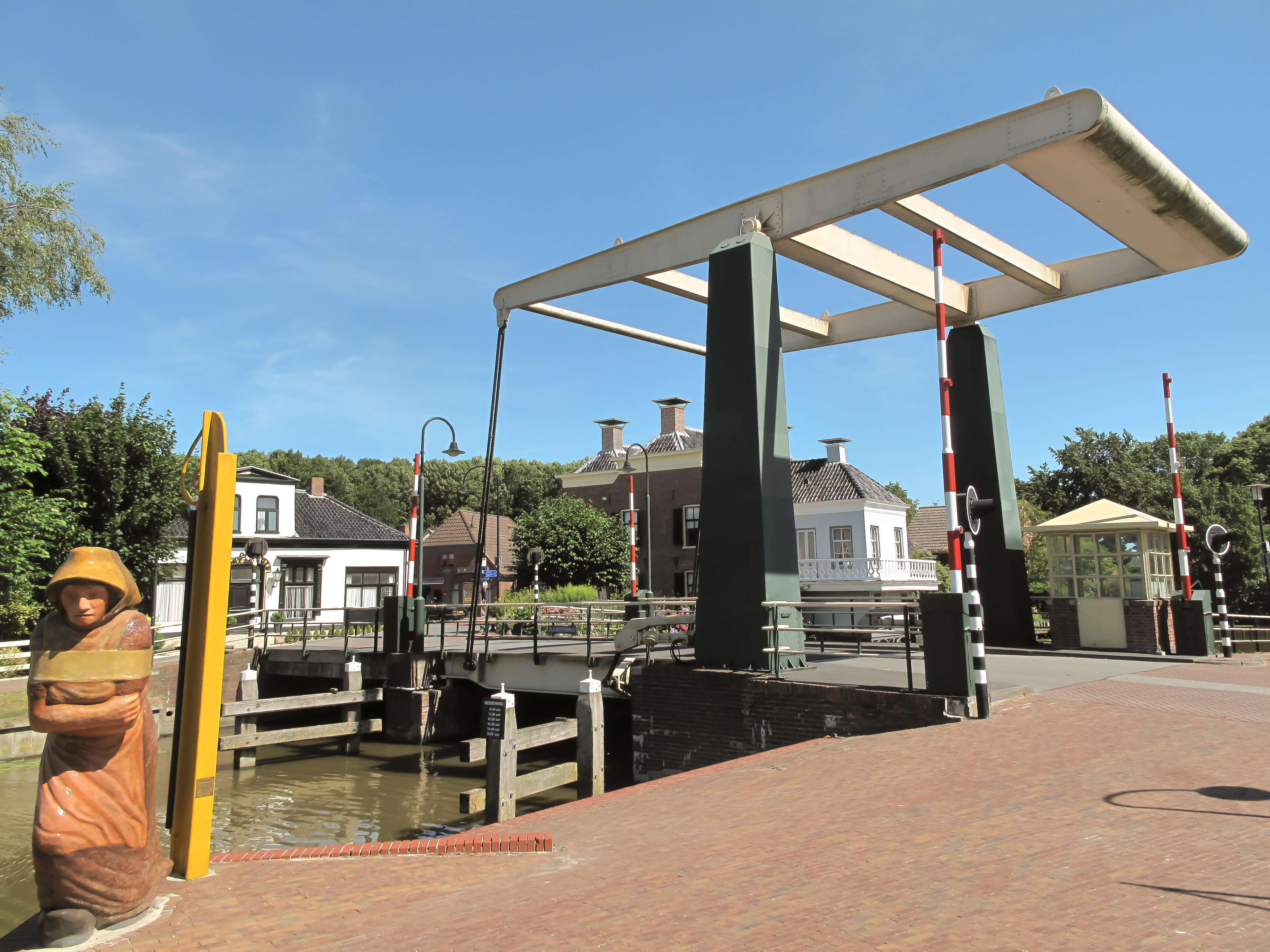
Onderdendam, Skulptur (het Jagertje) und Zugbrücke
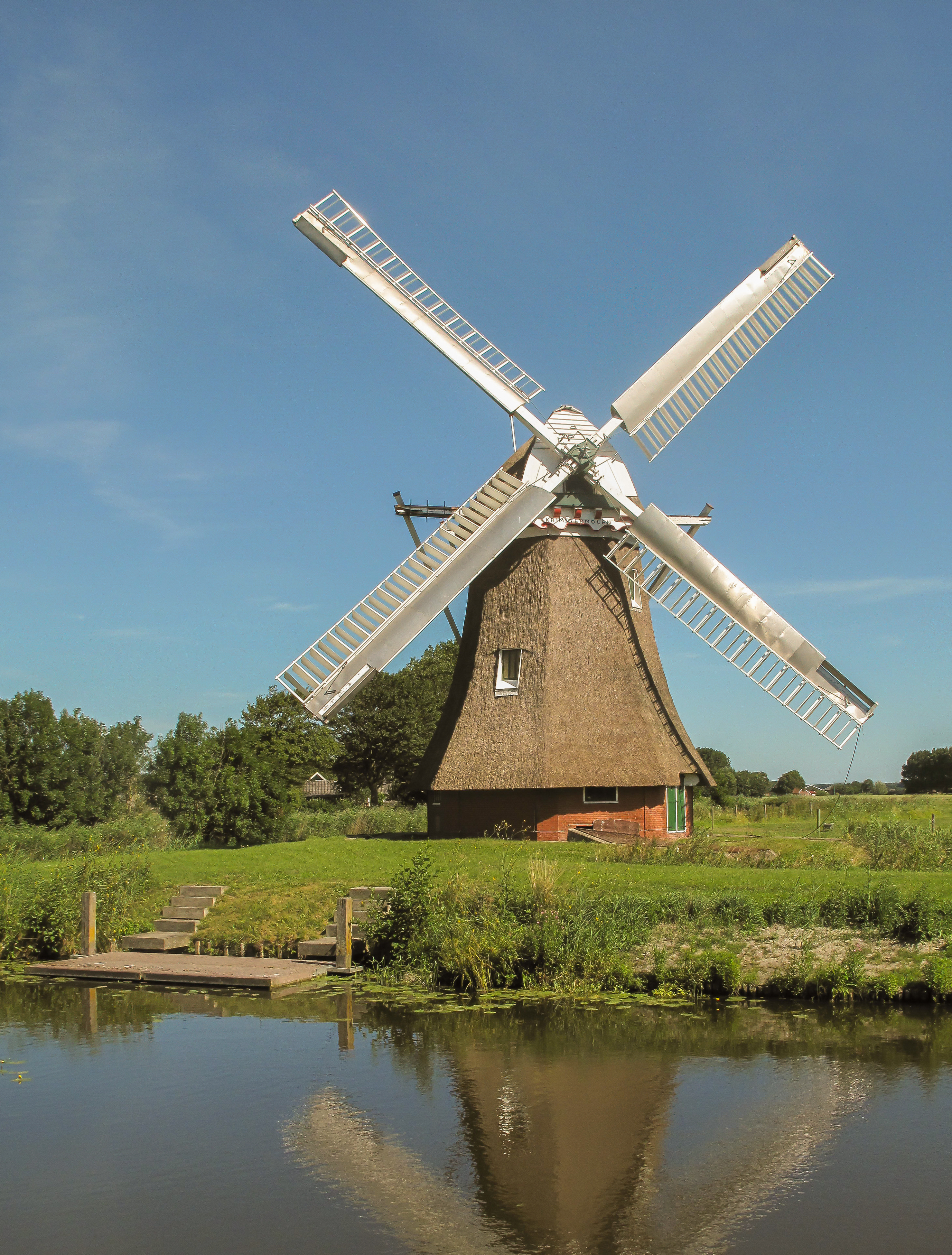
Zuidwolde, Mühle: de Krimstermolen
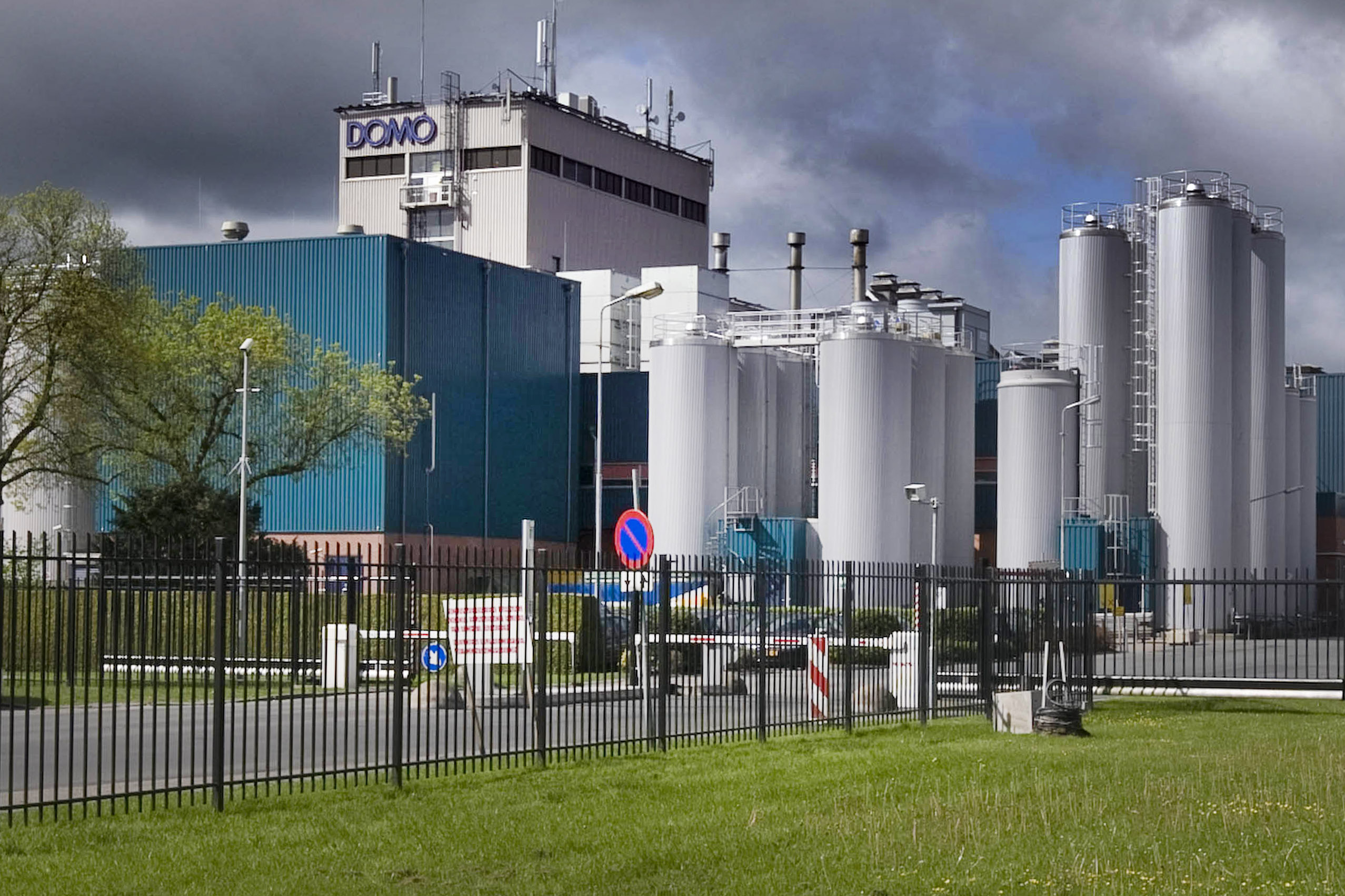
Molkerei FrieslandCampina Domo in Bedum

## Bekannte Söhne und Töchter der Gemeinde
- Alegunda Ilberi (1695–1740), Dichterin
- Jan Mekel (1891–1942), Hochschullehrer und Widerständler
- Hendrik Brunsting (1902–1997), Archäologe
- Arjen Robben (* 1984), Fußballspieler
- Laurens ten Dam (* 1980), Radrennfahrer

## Partnerstädte
- Peitz, Deutschland
- Zbąszynek, Polen